# Abgeplattete Posthornschnecke
Die Abgeplattete Posthornschnecke (Planorbella duryi), auch Kleine Posthornschnecke oder Amerikanische Posthornschnecke genannt, ist eine im Süßwasser lebende Schneckenart. Die ursprünglich nur in Florida lebende Art ist ein beliebtes Aquarientier. Aus der Aquarienhaltung entkommene Tiere sind fast weltweit als Neozoon eingeschleppt und angesiedelt worden, so auch in vielen europäischen Ländern.

## Merkmale
Die Art ist „möglicherweise variabler als jede andere [Planorbiden-]Art in Amerika“ Sie tritt je nach Lebensraum in verschiedenen Formen (Morphen) auf, die teilweise formal als Unterarten beschrieben worden sind. Es konnte jedoch gezeigt werden, dass sie sowohl nebeneinander im selben Lebensraum vorkommen können als auch durch lückenlose Übergänge miteinander verbunden sind.
Das Gehäuse der Art ist im Regelfall abgeplattet und scheibenförmig in einer Ebene gewunden. Es ist glatt, glänzend und ungestreift, ohne fadenartige Auflage. Die linke Gehäuseseite (die Unterseite) ist fast eben, ohne eingesenkten nabel-artigen Apex, die Oberseite ist tief genabelt. Die Mündung ist nicht erweitert und asymmetrisch, der Mündungsrand dadurch etwas dreieckig und schief stehend. Der Gehäusedurchmesser liegt in Europa bei 10 bis 20 Millimeter, bei 4,5 bis 5 Gehäuseumgängen.
Neben dieser typischen, scheibenförmigen Morphe treten auch Individuen auf, deren Gehäuse einen deutlich erhobenen, stumpfen Apex zeigt; sie erinnern an die Gehäuseform der (ebenfalls linksgewundenen) Gattung der Blasenschnecken (Physa) und werden daher physoid genannt. Die Individuen sind normalerweise etwas größer, weiter genabelt, die Mündung stärker asymmetrisch. Der US-amerikanische Malakologe Henry Augustus Pilsbry unterschied nach der Gehäuseform sechs Unterarten, die den Übergangsbereich zwischen der Tellerform (duryi eudiscus) und der physoiden Form (duryi seminolis) abdecken.
Die Art wurde oft mit Planorbella trivolvis (syn.  Helisoma trivolvis) oder mit Biomphalaria glabrata verwechselt.

## Verbreitung

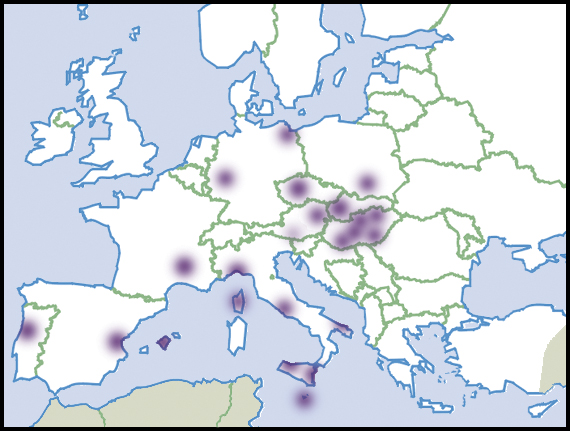
Planorbella duryi, etablierte Vorkommen als Neozoon in Europa (nach Francisco Welter-Schultes)

Die Art ist ursprünglich nur in Florida heimisch, wo sie im Norden vorkommt, im Süden aber besonders häufig ist.
Aufgrund ihrer Beliebtheit bei Aquarianern wird die Kleine Posthornschnecke weltweit gehandelt und ist vielfach aus der Haltung ins Freiland entkommen oder ausgesetzt worden. In Mitteleuropa ist die aus subtropischen Breiten stammende und wärmeliebende Art dabei auf Orte mit künstlich erwärmtem Wasser, oft in Gewächshäusern, angewiesen. In Südeuropa tritt sie auch in Teichen und Seen wie dem Albaner See in Latium (Italien) auf. Sie tritt aber selbst in Ust-Ilimsk in Ostsibirien, dort im Kühlwasserausfluss einer Papierfabrik, auf. In Österreich wurde sie in den Thermalwässern von Warmbad Villach gefunden. Auch der vom Kühlwasser des Kraftwerks Niederaußem gespeiste Gillbach im deutschen Rheinland, in dem die Art nachgewiesen wurde, ist durch zahlreiche Funde exotischer thermophiler Arten auch sonst bekannt. In Baden-Württemberg ist ein Vorkommen am Kaiserstuhl bekannt.
Die eingeschleppten Vorkommen sind morphologisch weniger vielgestaltig als die Vorkommen in der Ursprungsheimat.
In Florida ist die Art lokal häufig. Als Lebensraum werden Gräben, Marschgewässer, Teiche und Seen angegeben, wo sie auf makrophytischen Wasserpflanzen grast.

## Taxonomie und Systematik
Die Art wurde als Planorbis (Helisoma) duryi 1879 durch Albert Gallatin Wetherby erstbeschrieben, Typlokalität sind die Everglades in Florida. Über die Gattungszugehörigkeit gibt es zwei Auffassungen. Die früheren Bearbeiter wie Baker und Pilsbry stellen die Art in die Gattung Helisoma, Untergattung Seminolina, sie nennen die Art dementsprechend Helisoma duryi. Andere ordneten sie der Untergattung Planorbella zu, die D.W. Taylor 1966 (in einer Arbeit über fossile Schnecken) zur eigenständigen Gattung erhob. Über die Berechtigung der Gattung Planorbella besteht bis heute keine Einigkeit, es sind nach wie vor beide Artnamen in Gebrauch. In der Datenbank MolluscaBase wird die Gattung anerkannt und die Art daher als Planorbella duryi geführt. Im Handbook of Alien Species in Europe wird sie sogar (versehentlich) unter beiden Namen gelistet.
Einige Bearbeiter stellen die Art als Unterart zur von John Clarkson Jay bereits 1839, ebenfalls aus den Everglades (damals im weiteren Sinn) beschriebenen Art Paludina (Helisoma) scalaris (syn. Planorbella scalaris), das Taxon wird dann Helisoma scalaris subsp. duryi genannt.
Die Gattung Planorbella ist mit fast 70 Arten in Nordamerika weit verbreitet. Schwestergruppe ist vermutlich die Gattung Biomphalaria.

## Verwendung
Die Art ist, unter dem Namen Kleine Posthornschnecke, ein beliebtes Aquarientier. Neben den natürlich bräunlich bis gelblich gefärbten Tieren wurde eine Vielzahl von Farbformen gezüchtet, die rosa, rot, blau oder weiß gefärbt sind.
Aufgrund von Beobachtungen, dass eingeschleppte Populationen der Art diejenige von im gleichen Habitat lebenden Biomphalaria-Arten stark reduzieren können (möglicherweise aufgrund von Prädation der Eier), wurde die Art in Afrika regional ausgesetzt, um die Dichte von Biomphalaria zu begrenzen, die dort als Wirt des Pärchenegels Schistosoma, des Erregers der Bilharziose, gefürchtet sind. Die Versuche blieben erfolglos.